# Holiday Night
Holiday Night là album phòng thu tiếng Hàn thứ sáu của nhóm nhạc nữ Hàn Quốc Girls' Generation, được SM Entertainment phát hành vào ngày 4 tháng 8 năm 2017. Album bao gồm mười bài hát trong đó có hai đĩa đơn "All Night" và "Holiday", đánh dấu dấu mốc mười năm kể từ khi ra mắt công chúng của nhóm.

## Bối cảnh và phát hành
Ngày 4 tháng 7 năm 2017, Girls' Generation được xác nhận là sẽ phát hành album phòng thu tiếng Hàn thứ sáu nhằm kỷ niệm mười năm ngày debut của nhóm. Ngày 27 tháng 7, tiêu đề của album được công bố là Holiday Night, kết hợp giữa tên gọi của hai đĩa đơn "All Night" và "Holiday".

## Quảng bá
Để quảng bá cho Holiday Night, Girls' Generation đã tổ chức một buổi biểu diễn có tên gọi "Holiday to Remember" tại Olympic Hall vào ngày 5 tháng 8 năm 2017, đúng mười năm kể từ ngày nhóm chính thức ra mắt công chúng.

## Danh sách bài hát
| Holiday Night    | Holiday Night                | Holiday Night             | Holiday Night                                                    | Holiday Night |
| STT              | Nhan đề                      | Phổ lời                   | Phổ nhạc                                                         | Thời lượng    |
| ---------------- | ---------------------------- | ------------------------- | ---------------------------------------------------------------- | ------------- |
| 1.               | "Girls Are Back"             | Jo Yoon-kyung Im Jung-hyo | Deez Anne Judith Wik Rabih Jaber Che Jamal Pope                  | 3:25          |
| 2.               | "Holiday"                    | Seohyun JQ Kim Hye-jung   | Lawrence Lee Marta Grauers Louise Frick Sveen                    | 3:19          |
| 3.               | "All Night"                  | Kenzie                    | Ollipop Daniel Caesar Ludwig Lindell Hayley Aitken Caesar & Loui | 3:42          |
| 4.               | "FAN"                        | Kenzie                    | Kenzie                                                           | 3:50          |
| 5.               | "Only One"                   | January 8                 | Andreas Öberg Maria Marcus Gustav Karlstrom                      | 3:15          |
| 6.               | "One Last Time"              | Mafly Lee Hee-ju          | Mike Woods Kevin White Andrew Bazzi MZMC Rice n' Peas            | 3:34          |
| 7.               | "Sweet Talk"                 | Seohyun                   | Wassily Gradovsky Carolyn Jordan Alice Penrose Mussashi          | 3:20          |
| 8.               | "Love Is Bitter" (이별의 맛) | Hwang Hyun                | Hwang Hyun Mayu Wakisaka                                         | 3:38          |
| 9.               | "It's You" (오랜 소원)       | Yuri                      | Kevin Charge Claire Rodrigues Lee                                | 3:52          |
| 10.              | "Light Up The Sky"           | Kenzie                    | Kenzie Erik Lidbom                                               | 4:01          |
| Tổng thời lượng: | Tổng thời lượng:             | Tổng thời lượng:          | Tổng thời lượng:                                                 | 35:56         |

## Lịch sử phát hành
| Khu vực       | Ngày phát hành     | Định dạng | Hãng đĩa                     |
| ------------- | ------------------ | --------- | ---------------------------- |
| Toàn thế giới | 4 tháng 8 năm 2017 | Tải về    | SM Entertainment Genie Music |
| Hàn Quốc      | 7 tháng 8 năm 2017 | CD        | SM Entertainment Genie Music |